# Osmanlije (Kupres, BiH)
Osmanlije su naseljeno mjesto u općini Kupres, Federacija Bosne i Hercegovine, BiH.

## Stanovništvo

### 1991.
Nacionalni sastav stanovništva 1991. godine, bio je sljedeći:
ukupno: 390
- Hrvati - 390

### 2013.
Nacionalni sastav stanovništva 2013. godine, bio je sljedeći:
ukupno: 375
- Hrvati - 375

## Vanjske poveznice
- maplandia.com: Osmanlije